# Schlacht von Jieqiao
Sishui-Pass – Hulao-Pass – Jieqiao – Guandu – Changban – Chibi – Tong-Tor – Hefei – Dingjun – Fancheng – Xiaoting – Südliche Kampagne – Shiting – Jieting – Nördliche Expeditionen – Wu-Zhang-Ebene
In der Schlacht von Jieqiao oder Schlacht an der Jie-Brücke (chinesisch 界橋之戰, / 界桥之战, Pinyin Jièqiáo zhi zhàn) begegneten sich die chinesischen Warlords Yuan Shao und Gongsun Zan im Jahre 191, in der Zeit des Falls der Han-Dynastie. Diese Schlacht war der erste Zusammenstoß zweier rivalisierender Warlords im Kampf um die nördlichen Provinzen Jizhou und Qingzhou. Der Schauplatz der Schlacht wird generell östlich des Bezirks Guangzong in der Julu-Kommandantur (heutiger Kreis Wei, Hebei) vermutet.

## Hintergrund
Gongsun Zan hatte im Jahre 191 die letzten versprengten Scharen der Gelben Turbane besiegt. Im Winter nahm er den Tod seines Bruders Gongsun Yue zum Anlass, Yuan Shao den Krieg zu erklären. Er marschierte mit seiner Armee in südwestliche Richtung zwischen dem Qing-Fluss und dem Jangtsekiang nach Jizhou. In rascher Folge zwang er zahlreiche Städte, von Yuan Shao abzufallen und auf seine, Gongsun Zans, Seite zu wechseln. Yuan Shao lenkte sofort ein, scheinbar um eine Ausweitung des Konflikts zu verhindern. Er gab seinen Posten als Großverwalter von Bohai an Gongsun Fan ab, einen entfernten Verwandten von Gongsun Zan. Gongsun Fan nutzte jedoch die Besatzung der Bohai-Garnison, um sich seinem Verwandten anzuschließen.

## Die Schlacht
Yuan Shao trat persönlich in Erscheinung. Die Kontrahenten begegneten sich 40 km südlich der Jie-Brücke, einer Querung des Qing-Flusses. Gongsun Zans Armee bestand aus 30.000 Mann Infanterie und 10.000 Kavallerie. Er ordnete die Infanterie im Quadrat und teilte die Kavallerie in einen linken und einen rechten Flügel auf. In der Mitte platzierte er die Freiwilligen vom Weißen Pferd, eine Elitetruppe, die das Herz seiner Streitmacht darstellte. Die Chroniken der Drei Reiche beschreiben das eindrucksvolle Schauspiel mit den Worten: „Banner und Rüstungen erhellten Himmel und Erde.“ Wenn Yuan Shaos Armee auch eine vergleichbare Größe hatte, bestand sie jedoch nur aus Infanterie. Sein Kommandant Qu Yi (麴義) stand mit 800 Elitekämpfern und 1000 Armbrustschützen an vorderster Front. Hinter ihm stand das Gros der Fußsoldaten, die von Yuan Shao persönlich befehligt wurden.
Gongsun Zan glaubte nach seinen Beobachtungen, die kleine Vorhut Yuan Shaos einer Kavallerieeinheit problemlos abschneiden zu können. Dann könnte er den Block der feindlichen Infanterie sprengen und ihre Formation auflösen, um sie aufzureiben. Qu Yis Männer aber formten einen Schildwall und erwarteten den Ansturm des Gegners. Als Gongsun Zans Reiter nahe waren, begegneten ihnen zunächst die Schützen mit Bolzenhageln, dann die Infanterie mit einer Front von aufgepflanzten Spießen. Gongsun Zans Kavallerie wurde aufgerieben, und ihr Anführer Yan Gang (嚴綱) fiel in der Schlacht. Yuan Shaos Armee soll 1000 feindliche Soldaten vernichtet haben. Da ihre Taktik gescheitert war, zog sich Gongsun Zans Kavallerie fluchtartig zurück, gefolgt von der Infanterie. Gongsun Zan versuchte noch, seine Truppen neu zu formieren und den Qing-Fluss zu halten, aber seine Nachhut begegnete an der Jie-Brücke Qu Yis Elitetruppe und musste sich zurückziehen. Das verlassene Lager von Gongsun Zan wurde bald überrannt, und seine Standarte mit dem Yak-Schwanz ging verloren.
Durch den Sieg ermutigt machte sich Yuan Shao mit einer Leibwache von zehn Armbrustschützen und 100 bewaffneten Soldaten auf. Er wurde aber von 2000 Reitern Gongsun Zans überrascht, die sich von der Hauptstreitmacht gelöst hatten. Nach den Chroniken der Drei Reiche wollte der Lagerkommandant Tian Feng seinen Herrn Yuan Shao hinter den Mauern in Sicherheit bringen, aber Yuan Shao schmetterte seinen Helm auf den Boden und rief: „Ein echter Mann sollte in der vordersten Schlachtreihe sterben. Sich feige hinter einem Wall zu verstecken ist kein Leben.“ Die feindliche Kavallerie, die Yuan Shao nicht erkannte, zog sich bei Qu Yis Ankunft zurück.

## Folgen
Durch die Niederlage Gongsun Zans in der Schlacht von Jieqiao war sein südlicher Vorstoß aufgehalten. Die Auseinandersetzungen der beiden Kontrahenten gingen allerdings noch bis 199 weiter. Gongsun Zan marschierte 192 auf derselben Strecke nach Jizhou, aber auch die erneute Niederlage konnte ihm keinen besonderen Schaden zufügen.
Einmalig an der Schlacht von Jieqiao ist, dass sie in den Chroniken der Drei Reiche besonders detailliert beschrieben wird. Sogar die Anordnung der Truppen und die Taktik sind deutlich überliefert, obwohl die traditionelle chinesische Geschichtsschreibung solche Einzelheiten oft auslässt. Die Schlacht verdeutlicht die Nutzlosigkeit einer Kavallerie, selbst einer erfahrenen, gegen eine disziplinierte Infanterie mit kompetenten Anführern. Außerdem war es trotz der großen Heere, die in der Schlacht aufeinander trafen, nur eine kleine Eliteeinheit, welche die Entscheidung herbeiführte. Sobald das Herz der Armee besiegt war, zerstreute sich die demoralisierte Masse.